# Saint-Pardoux-le-Neuf (Corrèze)
Saint-Pardoux-le-Neuf is een gemeente in het Franse departement Corrèze (regio Nouvelle-Aquitaine) en telt 65 inwoners (2009). De plaats maakt deel uit van het arrondissement Ussel.

## Geografie
De oppervlakte van Saint-Pardoux-le-Neuf bedraagt 11,0 km², de bevolkingsdichtheid is dus 5,9 inwoners per km².
De onderstaande kaart toont de ligging van Saint-Pardoux-le-Neuf (Corrèze) met de belangrijkste infrastructuur en aangrenzende gemeenten.

## Demografie
Onderstaande figuur toont het verloop van het inwonertal (bron: INSEE-tellingen).

1. ↑  Populations de référence 2022.